# 2018年亞洲冬季棒球聯盟
2018年亞洲冬季棒球聯盟（英語：Asia Winter Baseball League 2018），是由中華職棒大聯盟所主辦的第六屆亞洲冬季棒球聯盟賽事，共有三個不同的國家參賽，參賽隊伍分別是中職聯隊、日職東軍、日職西軍、韓職聯隊和日本社會人，最終由日職東軍拿下本屆賽事的總冠軍。

## 賽制
- 自2018年11月24日起每週七日皆有比賽，全季共40場賽事，包含六場季後賽，每支球隊在例行賽將各出賽十六場，彼此對戰四場比賽。所有日間例行賽事開賽時間均為12:00、夜間例行賽事開賽時間均為18:00，例行賽（11/24-12/16）採9局制，平手不延長，倘若因天氣因素取消比賽不進行另外補賽。
- 例行賽依勝率決定名次，勝率相同時依對戰勝敗（多勝者贏）、對戰失分率（率低者贏）、預賽失分率（率低者贏）及預賽得分（多者贏）等次序比較決定名次。季後賽以例行賽排名較高者為後攻球隊。
- 第一至第四名排名賽，由例行賽戰績第二名對上例行賽戰績第三名、例行賽戰績第一名對上例行賽戰績第四名，敗者兩隊爭奪季軍、勝者兩隊爭奪冠軍。
- 排名賽、四強賽、及季軍賽若和局或因不可抗力因素而無法進行，則例行賽排名在前者獲勝，冠軍賽若正規九局無法分出勝負，則進入延長賽，無和局；若因不可抗力因素而無法進行，則例行賽排名在前者獲勝。

## 各隊登錄球員

### 中職聯隊
總教練：林振賢（桃猿）
教練團：林岳平（統一）、石志偉（兄弟）、許躍騰（桃猿）、蔡昱詳（桃猿）、黃柏揚（富邦）、
　　　　陳雁風（桃猿）、劉品辰（桃猿）
投　手：江國謙（桃猿）、林逸翔（桃猿）、葉家淇（桃猿）、王玉譜（統一）、鄭佳彥（兄弟）、林威志（統一）、
　　　　歐書誠（富邦）、王鴻程（兄弟）、林政賢（富邦）、游霆崴（富邦）、陳仕朋（富邦）、吳俊偉（兄弟）、
　　　　翁瑋均（桃猿）
捕　手：張閔勛（桃猿）、林祐樂（統一）、廖健富（桃猿）、高宇杰（兄弟）、戴培峰（富邦）
內野手：岳東華（兄弟）、楊晉豪（富邦）、楊家維（統一）、陳晨威（桃猿）、李宗賢（富邦）、林祖傑（統一）、
　　　　范國宸（富邦）、林靖凱（統一）
外野手：陳子豪（兄弟）、陳文杰（兄弟）、成　晉（桃猿）、莊駿凱（統一）
※備註1：高國麟、張竣龍因受傷關係而改由林政賢與林靖凱遞補，另補進廖健富、楊晉豪。

### 日職東軍
總教練：高田誠（巨人）
教練團：片岡治大（巨人）、小山伸一郎（樂天）、星孝典（西武）、小野晋吾（羅德）、北川博敏（養樂多）、
　　　　松本哲也（巨人）、会田有志（巨人）
投　手：中塚駿太（西武）、星知弥（養樂多）、池田隆英（樂天）、梅野雄吾（養樂多）、田村伊知郎（西武）、
　　　　本田圭佑（西武）、渡邊佑樹（樂天）、西口直人（樂天）、大江竜聖（巨人）、森遼大朗（羅德）、
　　　　巽大介（巨人）、橋本篤郎（巨人）
捕　手：松本直樹（養樂多）、岸田行倫（巨人）、齊藤誠人（西武）
內野手：安田尚憲（羅德）、岩見雅紀（樂天）、宮本丈（養樂多）、北村拓己（巨人）、村上宗隆（養樂多）、
　　　　山田大樹（樂天）
外野手：塩見泰隆（養樂多）、笠井駿（巨人）、和田康士朗（羅德）、加藤脩平（巨人）
※備註1：武田愛斗因流感關係回國而改由笠井駿遞補。

### 日職西軍
總教練：關川浩一（軟銀）
教練團：辻竜太郎（歐力士）、安藤優也（阪神）、齋藤俊雄（歐力士）、永池恭男（橫濱）、藤本英智（中日）、
　　　　山川周一（軟銀）
投　手：鈴木康平（歐力士）、椎野新（軟銀）、浜地真澄（阪神）、石川翔（中日）、小澤怜史（軟銀）、
　　　　田浦文丸（軟銀）、山本拓実（中日）、榊原翼（歐力士）、田村丈（橫濱）、石井将希（阪神）
捕　手：長坂拳弥（阪神）、谷川原健太（軟銀）、山本祐大（橫濱）、稲富宏樹（歐力士）
內野手：石垣雅海（中日）、増田珠（軟銀）、狩野行寿（橫濱）、百瀬大騎（橫濱）、三森大貴（軟銀）
外野手：藤谷洸介（阪神）、伊藤康祐（中日）、佐野皓大（歐力士）、西浦颯大（歐力士）、宮本秀明（橫濱）、
　　　　大本将吾（軟銀）、田城飛翔（軟銀）

### 日本社會人
總教練：石井章夫
教練團：村上文敏（JFE西日本）、内川義久（鹿児島ドリームウェーブ）、片山純一（JR東日本）、原則明（NTT西日本）
投　手：山田義貴（西部ガス）、阿部良亮（日本通運）、小島康明（きらやか銀行）、堀誠（NTT西日本）、
　　　　河野竜生（JFE西日本）、温水賀一（大阪ガス）、中内洸太（王子）、高橋拓已（日本生命）、
　　　　立野和明（東海理化）、阿部翔太（日本生命）、嘉陽宗一郎（トヨタ自動車）
捕　手：渡辺和哉（JR東日本）、辻野雄大（Honda）、木南了（日本通運）
內野手：小深田大翔（大阪ガス）、下川知弥（NTT東日本）、森下翔平（日立製作所）、石川裕也（東京ガス）、
　　　　松本桃太郎（Honda鈴鹿）、北村祥治（トヨタ自動車）、田場亮平（沖縄電力）、大保優真（JR東日本東北）、
　　　　丸子達也（JR東日本）、喜納淳弥（NTT東日本）
外野手：佐藤拓也（JR東日本）、皆川仁（日本生命）、佐藤旭（東芝）、茶谷良太（鷺宮製作所）、
　　　　佐藤竜彦（Honda）、龍幸之介（三菱日立PS）

### 韓職聯隊
總教練：柳承安（警察）
教練團：金壽佶（警察）、金東建（警察）、羅成容（警察）、金敬遠（警察）、李翰珍（警察）、朴魯珉（警察）
投　手：崔河每（樂天）、金太現（警察）、韓勝志（警察）、金成漢（警察）、林大韓（警察）、金範洙（韓華）、
　　　　千源奭（警察）、趙丙旭（警察）、金振虎（警察）、李榮浚（英雄）、金泰亨（雙子）、全龍勳（警察）、
　　　　崔地光（三星）
捕　手：金亨俊（NC）、金泰君（警察）、朴哉昱（警察）
內野手：崔宰元（警察）、吳泳首（NC）、李聖圭（警察）、徐藝日（警察）、金旻洙（警察）、金周賢（警察）、
　　　　高將赫（警察）、柳丞鉉（起亞）
外野手：崔相珉（飛龍）、李振榮（警察）、宋佑賢（警察）、金虎伶（警察）

## 例行賽成績
| 排名 | 球隊       | 賽 | 勝 | 和 | 敗 | 勝率 | 勝差 |
| 1    | 日職東軍   | 16 | 11 | 0  | 5  | .688 | -    |
| 2    | 日本社會人 | 16 | 8  | 2  | 6  | .571 | 2.0  |
| 3    | 中職聯隊   | 16 | 9  | 0  | 7  | .563 | 2.0  |
| 4    | 韓職聯隊   | 16 | 5  | 3  | 8  | .385 | 4.5  |
| 5    | 日職西軍   | 16 | 3  | 3  | 10 | .231 | 6.5  |

## 季後賽成績

### 四強賽
| 中職聯隊 | 0 | 0 | 0 | 0 | 0 | 2 | 0 | 2 | 2 | 6 | 10 | 1 |
| 日本社會人 | 0 | 0 | 0 | 2 | 0 | 1 | 0 | 0 | 2 | 5 | 14 | 0 |
| 勝投： 歐書誠 敗投： 阿部翔太 全壘打： 中職聯隊：無 日本社會人：無 觀眾人數： 224人 比賽時間：3小時30分鐘 比賽總記錄 |   |   |   |   |   |   |   |   |   |   |    |   |

| 韓職聯隊 | 0 | 0 | 0 | 0 | 1 | 0 | 0 | 0 | 1 | 2  | 5  | 1 |
| 日職東軍 | 3 | 0 | 3 | 0 | 0 | 0 | 0 | 5 | X | 11 | 11 | 0 |
| 勝投： 本田圭佑 敗投： 金範洙 全壘打： 韓職聯隊：無 日職東軍：塩見泰隆（1下，3分）、岩見雅紀（8下，3分） 觀眾人數： 163人 比賽時間：2小時50分鐘 比賽總記錄 |   |   |   |   |   |   |   |   |   |    |    |   |

| 中職聯隊                                                                                     | 0 | 2 | 0 | 0 | 0 | 0 | 0 | 1 | 0 | 3 | 8 | 0 |
| 日本社會人                                                                                   | 0 | 0 | 1 | 1 | 0 | 0 | 0 | 1 | 0 | 3 | 9 | 1 |
| 全壘打： 中職聯隊：無 日本社會人：喜納淳弥 觀眾人數： 603人 比賽時間：3小時06分鐘 比賽總記錄 |   |   |   |   |   |   |   |   |   |   |   |   |

| 韓職聯隊 | 0 | 2 | 0 | 2 | 0 | 0 | 0 | 1 | 1 | 5  | 10 | 5 |
| 日職東軍 | 1 | 0 | 7 | 3 | 0 | 0 | 0 | 5 | X | 11 | 7  | 1 |
| 勝投： 星知弥 敗投： 韓勝志 全壘打： 韓職聯隊：金亨俊（1下，1分）、金亨俊（8下，1分） 日職東軍：岩見雅紀（3下，4分） 觀眾人數： 225人 比賽時間：3小時15分鐘 比賽總記錄 |   |   |   |   |   |   |   |   |   |    |    |   |

### 季軍賽
| 韓職聯隊 | 0 | 0 | 0 | 0 | 0 | 1 | 2 | 0 | 0 | 3 | 7 | 0 |
| 日本社會人 | 4 | 0 | 0 | 1 | 0 | 0 | 0 | 1 | X | 8 | 8 | 1 |
| 勝投： 山田義貴 敗投： 林大韓 全壘打： 韓職聯隊：無 日本社會人：無 觀眾人數： 263人 比賽時間：3小時19分鐘 比賽總記錄 |   |   |   |   |   |   |   |   |   |   |   |   |

### 冠軍賽
| 中職聯隊 | 0 | 0 | 0 | 0 | 0 | 0 | 0 | 0 | 0 | 0 | 2 | 0 |
| 日職東軍 | 0 | 0 | 1 | 0 | 0 | 0 | 0 | 0 | x | 1 | 4 | 1 |
| 勝投： 池田隆英 敗投： 王玉譜 全壘打： 中職聯隊：無 日職東軍：無 觀眾人數： 925人 比賽時間：2小時33分鐘 比賽總記錄 |   |   |   |   |   |   |   |   |   |   |   |   |

## 最終排名
| 排名 | 隊伍       |
| ---- | ---------- |
|      | 日職東軍   |
|      | 中職聯隊   |
|      | 日本社會人 |
| 4    | 韓職聯隊   |
| 5    | 日職西軍   |

## 外部連結
- 2018年亞洲冬季棒球聯盟在台灣棒球維基館上的頁面（繁體中文）
- 亞洲冬季棒球聯盟官方網站（页面存档备份，存于）